# Democratische Partij (Verenigde Staten)
De Democratische Partij (Engels: Democratic Party), is een van de twee belangrijkste politieke partijen in de Verenigde Staten. De andere is de Republikeinse Partij. De Democratische Partij werd in 1828 opgericht. In de 20e eeuw bracht de partij de presidenten Woodrow Wilson, Franklin Delano Roosevelt, Harry S. Truman, John F. Kennedy, Lyndon B. Johnson, Jimmy Carter, Bill Clinton voort. In de 21e eeuw werden Barack Obama en Joe Biden president.
De mascotte van de partij is traditioneel de ezel.

## Geschiedenis
In 1792 werd door Thomas Jefferson de Democratische Republikeinse partij opgericht, omdat er in het Amerikaans Congres een splitsing was ontstaan tussen voor- en tegenstanders van opname van de Bill of Rights in de Amerikaanse grondwet. Thomas Jefferson en zijn nieuwe partij wilden de grondwet niet ratificeren zonder de rechten van de burger te omschrijven. Uiteindelijk is de Bill of Rights als toevoeging aan de grondwet aangenomen.
De partij regeerde tot 1820. In de periode daarna scheidde de Whig Partij zich af en werd de partij hernoemd tot de Democratische Partij. De huidige Democratische Partij werd opgericht in 1828. Tussen 1833 en 1856 bestond de oppositie hoofdzakelijk uit de Whig Partij. Vanaf 1856 kwam de belangrijkste oppositie van de Republikeinse Partij.
De machtsbasis van de Democratische Partij lag in het zuiden, en na de Burgeroorlog was zij decennialang tot de oppositie veroordeeld. Vanaf 1850 verplaatste de Democratische Partij zich in het politieke spectrum van centrumrechts naar centrumlinks. De Republikeinen verschoven in die periode van centrumlinks naar centrumrechts. Er wordt daarom ook wel gezegd dat beide partijen "van kant zijn gewisseld" tijdens hun bestaan. De oorzaak is gelegen in het feit dat Amerikaanse partijen en de Democratische Partij in het bijzonder, vele malen fractioneler zijn dan de meeste partijen in de rest van de wereld en vele zogenaamde caucussen bevatten, die van uiterst links tot rechts lopen in het politieke spectrum.
In 1913 kwamen de Democraten na lange tijd weer aan de macht in Washington met de verkiezing van Woodrow Wilson en tijdens het bewind van Franklin Delano Roosevelt hebben ze lange tijd geregeerd en verplaatste de machtsbasis zich naar de kustgebieden en de steden. Dat leidde tot spanningen met de zeer conservatieve achterban van de Democratische Partij in het zuiden. In 1948 was de Democratische gouverneur van South-Carolina Strom Thurmond presidentskandidaat voor de "States Rights Democratic Party", beter bekend als de Dixiecrats, een afscheiding van de Democratische Partij die actief raciale segregatie voorstond naar het voorbeeld van de Nasionale Party in Zuid-Afrika. Thurmond wist de staten Louisiana, Mississippi, Alabama en South Carolina achter zich te krijgen. De Democratische president Harry Truman werd door deze afsplitsing slechts op het nippertje herkozen.
De volgende periode werd gekenmerkt door een opkomende Afro-Amerikaanse burgerrechtenbeweging en het einde van de segregatie. Met name het door Yarborough ontwikkelde sociale beleid onder John F. Kennedy en Lyndon B. Johnson heeft bijgedragen aan een meer sociale en open samenleving. Aan het eind van de 20e eeuw heeft de partij nog twee presidenten mogen leveren. De Democratische Partij verloor haar Zuidelijke Democratische achterban en voer een meer openlijk progressieve koers.

### Partijleiders

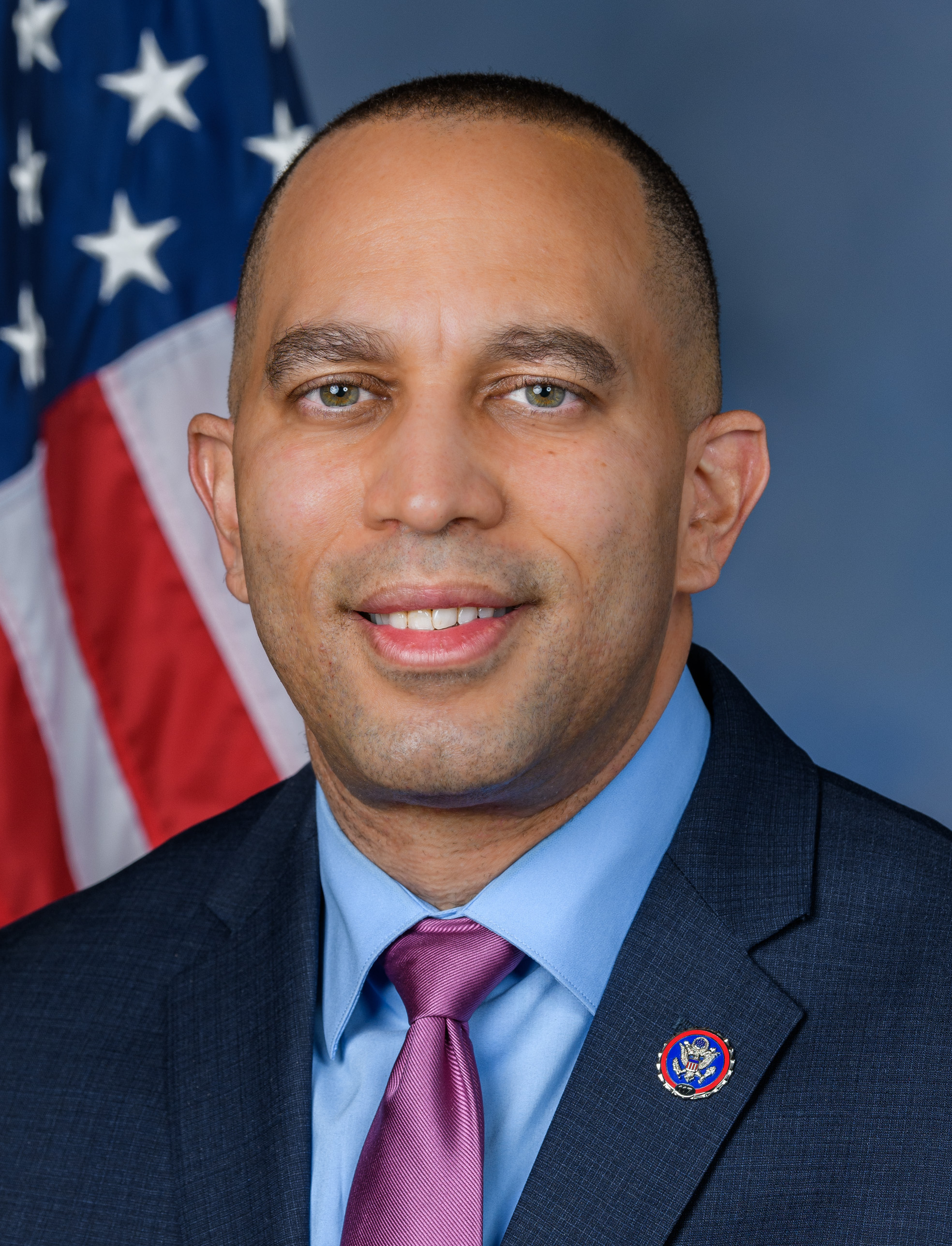
Hakeem Jeffries, partijleider in het Huis van Afgevaardigden sinds 2023

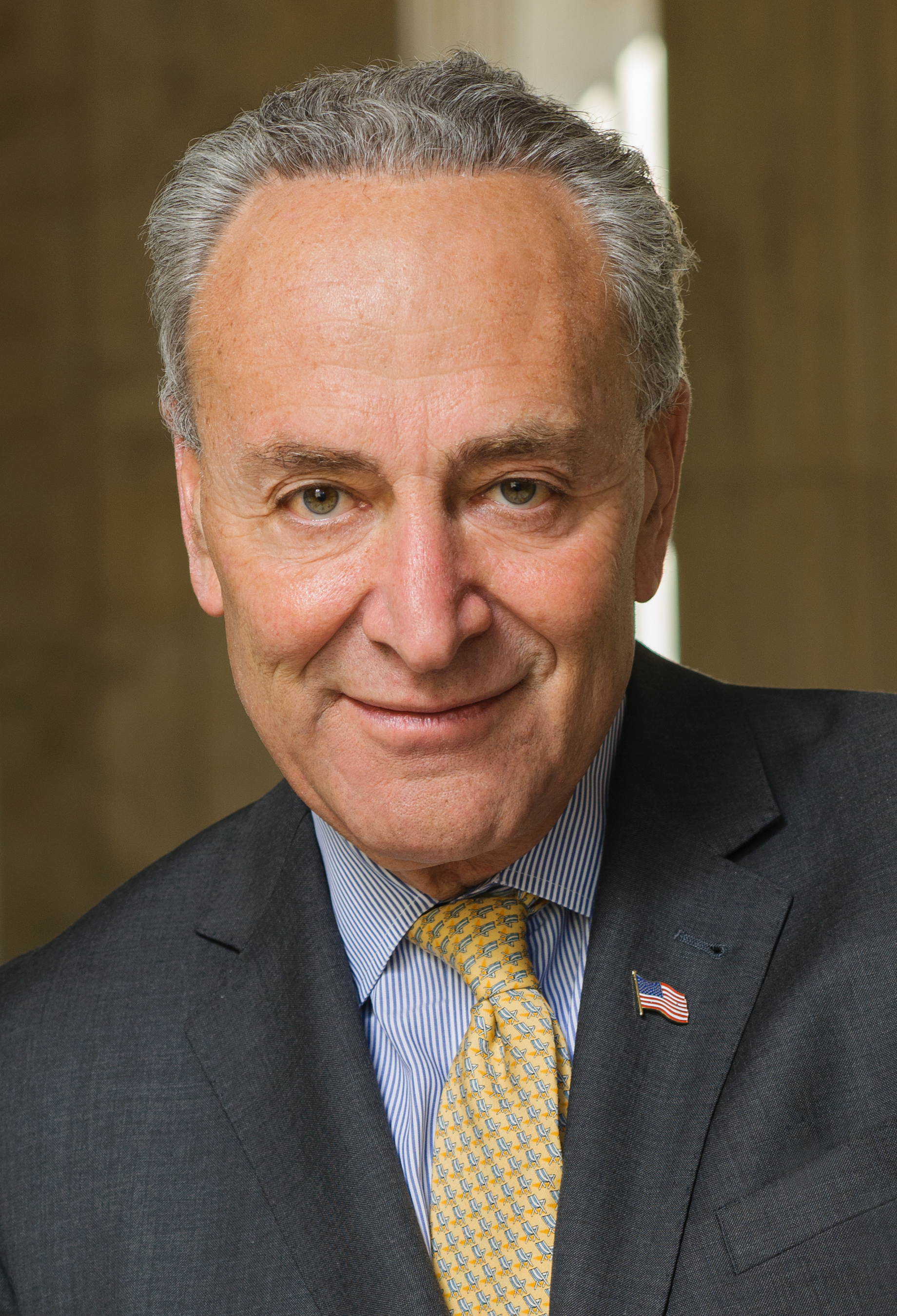
Chuck Schumer, partijleider in de Senaat sinds 2017

Binnen de Democratische Partij zijn de partijleiders in het Huis van Afgevaardigden en de Senaat de boegbeelden van de partij.
Indien de Democratische Partij de meeste zetels in het Huis van Afgevaardigden heeft dient de partijleider altijd als de Voorzitter van het Huis van Afgevaardigden. De secondant van de partijleider neemt dan de functie van fractieleider over. Indien de Republikeinse Partij de meeste zetels heeft dient de partijleider zelf als fractieleider.
- Partijleiders in het Huis van Afgevaardigden:
  - John Nance Garner: 4 maart 1929 – 4 maart 1933
  - Henry Rainey: 4 maart 1933 – 19 augustus 1934
  - Jo Byrns: 19 augustus 1934 – 4 juni 1936
  - William Bankhead: 4 juni 1936 – 15 september 1940
  - Sam Rayburn: 15 september 1940 – 16 november 1961
  - John McCormack: 16 november 1961 – 3 januari 1971
  - Carl Albert: 3 januari 1971 – 3 januari 1977
  - Tip O'Neill: 3 januari 1977 – 3 januari 1987
  - Jim Wright: 3 januari 1987 – 6 juni 1989
  - Tom Foley: 6 juni 1989 – 3 januari 1995
  - Dick Gephardt: 3 januari 1995 – 3 januari 2003
  - Nancy Pelosi: 3 januari 2003 – 3 januari 2023
  - Hakeem Jeffries: 3 januari 2023 – heden

De volgende personen diende als de fractieleiders in het Huis van Afgevaardigden op de momenten dat de partijleider zelf de functie van Voorzitter van het Huis van Afgevaardigden bekleedde.
- Fractieleiders in het Huis van Afgevaardigden:
  - Carl Albert: 10 januari 1962 – 3 januari 1971
  - Hale Boggs: 3 januari 1971 – 3 januari 1973
  - Tip O'Neill: 3 januari 1973 – 3 januari 1987
  - Jim Wright: 3 januari 1977 – 3 januari 1987
  - Tom Foley: 3 januari 1987 – 6 juni 1989
  - Dick Gephardt: 6 juni 1989 – 3 januari 1995
  - Steny Hoyer: 3 januari 2007 – 3 januari 2011
  - Steny Hoyer: 3 januari 2019 – 3 januari 2023

In de Senaat dient de partijleider altijd ook als fractieleider. Indien de Democratische Partij de meeste zetels in de Senaat heeft wordt de langstzittende Senator benoemd als President pro tempore van de Senaat.
- Partijleiders in de Senaat:
  - Hamilton Lewis: 4 maart 1913 – 4 maart 1919
  - Oscar Underwood: 4 maart 1919 – 4 maart 1923
  - Joseph Robinson: 4 maart 1923 – 22 juli 1937
  - Alben Barkley: 22 juli 1937 – 3 januari 1949
  - Scott Lucas: 3 januari 1949 – 3 januari 1951
  - Ernest McFarland: 3 januari 1951 – 3 januari 1953
  - Lyndon B. Johnson: 3 januari 1953 – 3 januari 1961
  - Mike Mansfield: 3 januari 1961 – 3 januari 1977
  - Robert Byrd: 3 januari 1977 – 3 januari 1989
  - George Mitchell: 3 januari 1989 – 3 januari 1995
  - Tom Daschle: 3 januari 1995 – 3 januari 2005
  - Harry Reid: 3 januari 2005 – 3 januari 2017
  - Chuck Schumer: 3 januari 2017 – heden

## Ideologie
Bij de oprichting begin 19e eeuw verdedigde de Democratische Partij de belangen van landbouwers en ijverde ze voor expansionisme en de democratisering ingezet onder president Andrew Jackson. De partij werd sociaal progressiever vanaf de jaren 1890, met name in de noordelijke staten. In de 20e eeuw vertegenwoordigde de partij landbouwers, arbeiders, vakbondslieden en religieuze en etnische minderheden. De Democraten verzetten zich tegen de macht van ongecontroleerde zakenbelangen. In de eerste helft van de 20e eeuw was de partij uitgesproken internationalistisch. Sinds de jaren 1930 hebben welzijn en sociale zekerheid aan belang gewonnen. Meer conservatieve vleugels verlieten de partij na de ondertekening van de Civil Rights Act. Zowel de vakbonden als de Afro-Amerikaanse burgerrechtenbeweging, en vanaf de jaren 70 ook de milieubeweging, hebben steeds voor een progressieve basis gezorgd. De partij heeft een rechtsere, meer neoliberale periode gekend in de jaren 80, 90 en 2000, met de zogenaamde derde weg. Sinds circa 2010 is de partij naar links opgeschoven.
In de 21e eeuw is de dominante ideologie modern liberalism, een progressief liberalisme met steun voor een verzorgingsstaat en een gemengde economie. De Democratische Partij kan gekenschetst worden als centrumlinks. Op basis van analyses van partijprogramma's en partijpolitieke manifesten is de partij ongeveer even links als een doorsnee Europese sociaaldemocratische partij. Volgens sommige waarnemers is het beleid van Democraten in het Congres of Witte Huis echter minder progressief dan de verkiezingsprogramma's doen uitschijnen.

### Stromingen
De Democratische Partij bestaat uit verschillende ideologische stromingen. Gezien de Verenigde Staten een de facto tweepartijenstelsel hebben, functioneren zowel de Democratische als de Republikeinse Partij als big tents die kiezers met verschillende belangen, ideologische profielen en demografieën bijeenbrengen. Naast de moderates en liberals die het gevestigde liberale en sociaalliberale ideeëngoed uitdragen, is zijn er een aanzienlijke progressieve minderheid en kleinere sociaaldemocratische, libertaire en conservatieve stromingen.

## Verkozenen

### Presidenten
- 7 Andrew Jackson (1829–1837)
- 8 Martin Van Buren (1837–1841)
- 11 James Polk (1845–1849)
- 14 Franklin Pierce (1853–1857)
- 15 James Buchanan (1857–1861)

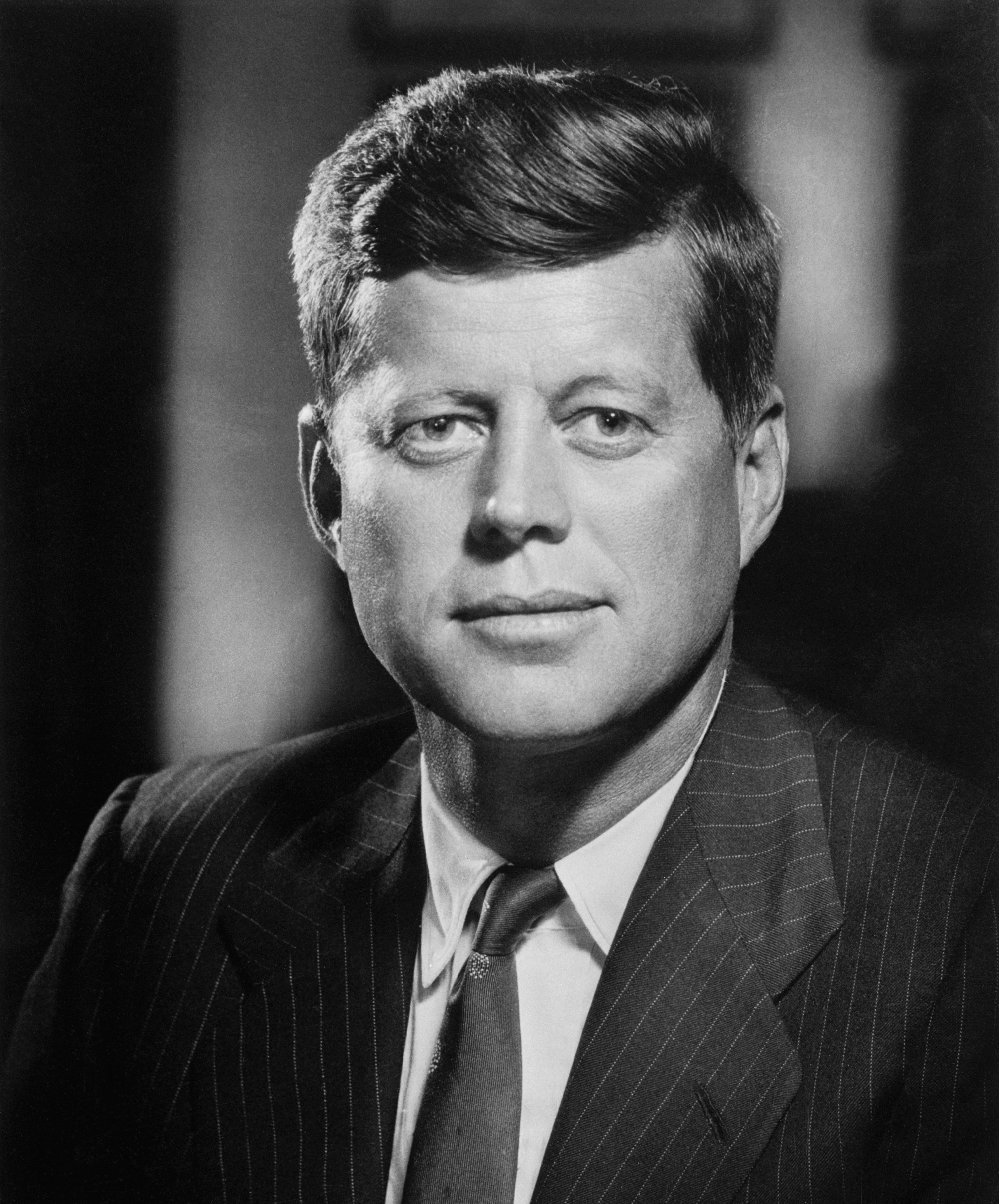
John F. Kennedy, president van de Verenigde Staten van 1961 tot 1963

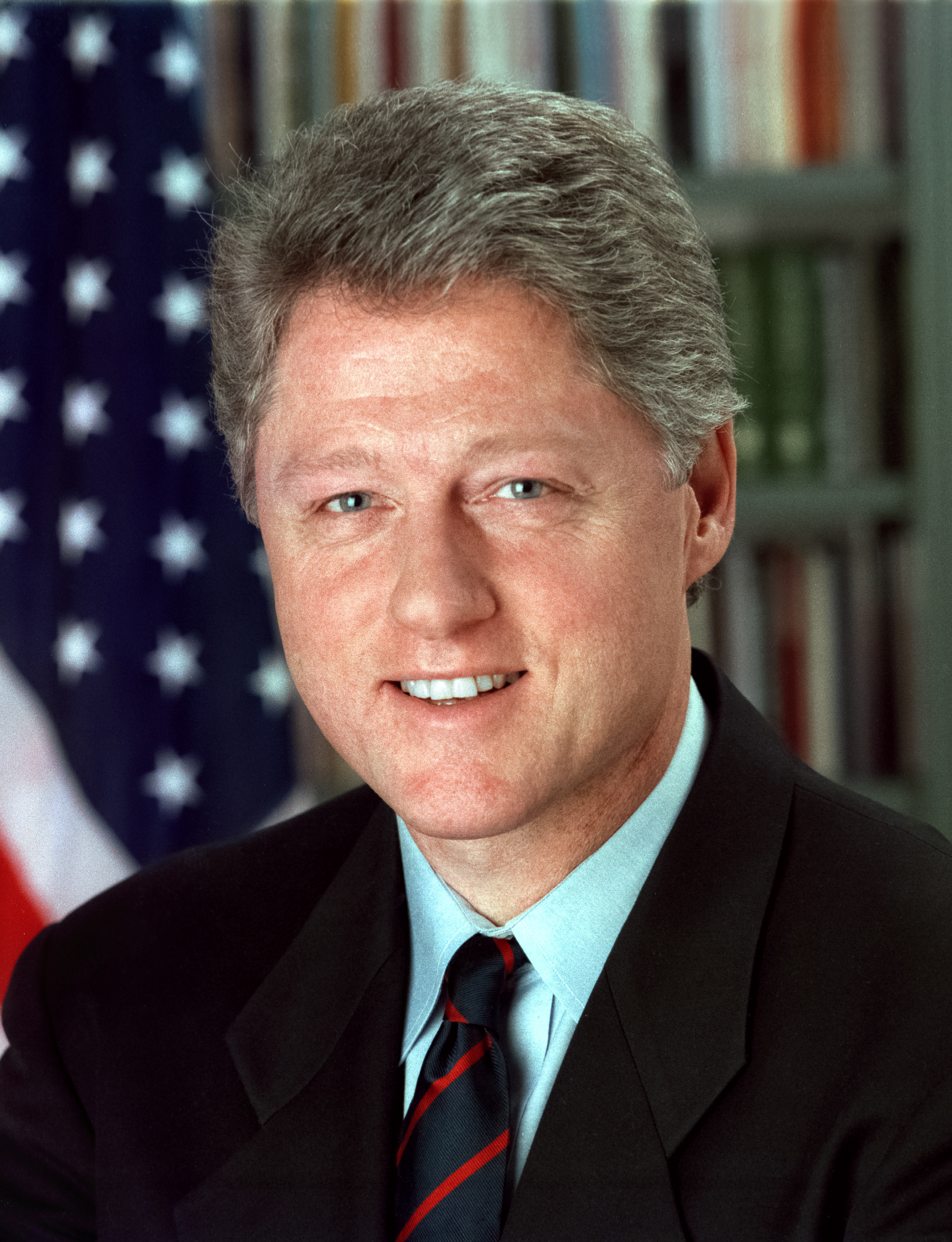
Bill Clinton, president van de Verenigde Staten van 1993 tot 2001

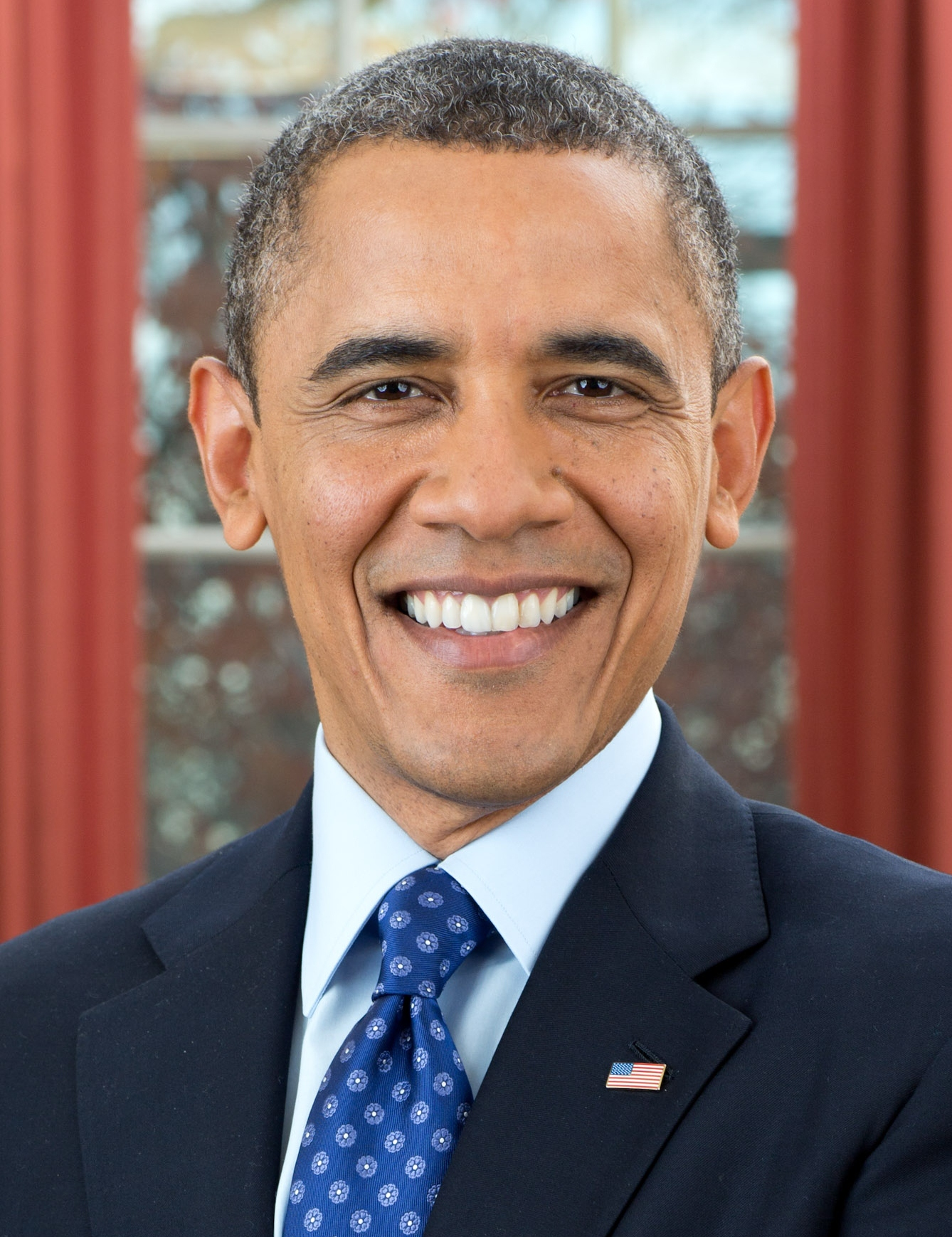
Barack Obama, president van de Verenigde Staten van 2009 tot 2017

- 17 Andrew Johnson (1865–1869) (Johnson was een Democraat maar werd als running mate van de Republikeinse presidentskandidaat Abraham Lincoln in 1864 vicepresident onder de noemer van de Nationale Uniepartij)
- 22/24 Grover Cleveland (1885–1889, 1893–1897)
- 28 Woodrow Wilson (1913–1921)
- 32 Franklin Delano Roosevelt (1933–1945)
- 33 Harry S. Truman (1945–1953)
- 35 John F. Kennedy (1961–1963)
- 36 Lyndon B. Johnson (1963–1969)
- 39 Jimmy Carter (1977–1981)
- 42 Bill Clinton (1993–2001)
- 44 Barack Obama (2009–2017)
- 46 Joe Biden (2021–2025)

### Vicepresidenten
- 8 Martin Van Buren (1833–1837)
- 11 George Dallas (1845–1849)
- 13 William Rufus King (1853)
- 14 John Breckinridge (1857–1861)
- 16 Andrew Johnson (1865)
- 21 Thomas Hendricks (1885)
- 23 Adlai Stevenson I (1893–1897)
- 28 Thomas Marshall (1913–1921)
- 32 John Nance Garner (1933–1941)
- 33 Henry Wallace (1941–1945)
- 34 Harry S. Truman (1945)
- 35 Alben Barkley (1949–1953)
- 37 Lyndon B. Johnson (1961–1963)
- 38 Hubert Humphrey (1965–1969)
- 42 Walter Mondale (1977–1981)
- 45 Al Gore (1993–2001)
- 47 Joe Biden (2009–2017)
- 49 Kamala Harris (2021–2025)